# IZArc
IZArc（イージーアークと発音）は、Microsoft Windowsで動作するファイルアーカイバ。ブルガリアのプログラマーであるイヴァン・ザハリエフが開発したプロプライエタリでクローズドソースのフリーウェアであり、zipやRAR、gzip、tar.gz、bzip2、7zといったメジャーなアーカイブ形式に加えて、多くのマイナーなフォーマットに対応している。また、多彩な機能を搭載しており、アーカイブを他のフォーマット（CDイメージや標準アーカイブと自己解凍アーカイブの相互変換含む）に変換する機能などがある。

## 主な機能
- アーカイブ変換（英語版）
- CDイメージ変換
- 数枚のディスケットや他のリムーバブルメディアとの相互ディスクスパニング（英語版）
- マルチボリュームセットの作成
- マルチボリュームセットの統合
- 自己解凍アーカイブ（英語版）の作成
- UnSFX（自己解凍の再変換として.EXEファイルを標準アーカイブに戻す）
- 壊れたアーカイブの修復
- UU/XX/MIMEエンコード/デコード
- ファイルのRijndael - AES（256ビット）を使用した暗号化
- ファイル(.ize)の解読（ISO、
- CD/DVDイメージに対応(ISO, BIN（英語版）, MDF, NRG, IMG, C2D, PDI, CDI)
- Windows Explorerのコンテキストメニューへの統合
- アーカイブファイルにあるほとんどのソフトウェアの自動インストール
- ウイルススキャン機能
- 設定のインポート・エクスポート
- 多言語インターフェイス
- スキン選択インターフェイス

## 対応フォーマット
多くのアーカイブ形式に対応しており、バージョン4.4の時点において、次の48種類のフォーマットに対応している。
7-Zip, A, ARC, ARJ, B64, BH,BIN, BZ2, BZA, C2D, CAB, CDI, CPIO, DEB, ENC, GCA, GZ, GZA, HA, IMG, ISO, JAR, LHA, LIB, LZH, MBF, MDF, MIM, NRG, PAK, PDI, PK3, RAR, RPM, TAR, TAZ, TBZ, TGZ, TZ, UUE, WAR, XPI, XXE, YZ1, Z, ZIP, ZOO

## コマンドラインアドオン
コマンドラインアドオンはWindows対応の高度コマンドラインツールであり、スクリプトファイルや他のアプリケーションで実行するバッチファイルを呼び出しで実行できる。

## ポータブルバージョン
IZArcにはIZArc2Goというポータブルアプリケーションがあり、エクスプローラーのシェルメニュー統合とファイルの関連付けを除いた通常インストールバージョンの全ての機能を含んでいる。